# Didier Ndong
Didier Ibrahim Ndong född 17 juni 1994, är en gabonesisk fotbollsspelare som spelar för saudiska Al-Riyadh och för Gabons landslag.

## Karriär
Ndong har tidigare spelat för franska Lorient och tunisiska CF Sfaxien. 
I augusti 2016 skrev Ndong på för Sunderland för 13,6 miljoner pund och blev därmed klubbens dyraste värvning genom tiderna. Hans första mål kom i en 4–0-vinst mot Crystal Palace.
I juli 2019 värvades Ndong av Dijon, där han skrev på ett fyraårskontrakt. Den 26 augusti 2021 lånades Ndong ut till turkiska Yeni Malatyaspor på ett säsongslån. I augusti 2023 skrev han på ett ettårskontrakt med Saudi Pro League-klubben Al-Riyadh.